# Monodie
Monodie kan twee betekenissen hebben: het kan als synoniem worden gebruikt voor monofonie, maar kan ook een melodie met akkoordbegeleiding aanduiden.
Deze term komt oorspronkelijk uit de volksmuziek, en uit de muziek van de troubadours en trouvères, afkomstige schrijfwijze vond een enorme opgang in het begin van de barok. De begeleiding werd doorgaans genoteerd in het systeem van de basso continuo: een baslijn met cijfers die de akkoorden en hun liggingen zodanig aanduidden, dat deze improviserenderwijs konden worden uitgevoerd.